# Баджуні (народ)
Баджуні (італ. Bagiuni, англ. Bajuni) — народність, що проживає на берегах Індійського Океану і прибережних островах в Сомалі (південна частина сомалійського береге) та Кенії (північна частина кенійського береге), і прибережних островах (острови Баджуні в Сомалі і Ламу в Кенії).
Баджуні здавна славляться як рибалки та мореплавці. Вони також збирали раковини каурі і китову амбру на продаж, промишляли морськими черепахами, вели лісозаготівлі в мангрових лісах. Купували худобу у народів сомалі і оромо, та свого часу брали участь і у работоргівлі, доставляючи рабів в порти Бенадірського берегу в більш північній частині Сомалі.
Баджуні розмовляють на суахілі і випробували сильний арабський і, можливо, перський вплив. Ряд авторів висловлювали і припущення, що серед їхніх предків можуть бути вихідці зі Східної або Південно-Східної Азії, зокрема родинні полінезійцям (що не дивно, оскільки уздовж цих берегів могли б виходити з Індонезії на Мадагаскар предки нинішніх мальгашів).
Журналістами висловлювалися навіть і припущення, що, можливо, «азійська кров» та культурні риси у баджунів походять від китайських моряків з флоту Чжен Хе, які залишилися в Африці.
Старожили невеликого клану Фамао в селі Сію (Siyu) на острові Пате в архіпелазі Ламу стверджують, що в числі їхніх предків — китайські моряки, потерпілі там в корабельній катастрофі. На думку журналістів, дехто з членів цього клану навіть з вигляду більше схожий на азіатів, ніж на африканців.